# Посольство України в Тунісі
Посольство України в Туніській Республіці — дипломатична місія України в Тунісі, знаходиться в місті Туніс.

## Завдання посольства
Основне завдання Посольства України в Тунісі представляти інтереси України, сприяти розвиткові політичних, економічних, культурних, наукових та інших зв'язків, а також захищати права та інтереси громадян і юридичних осіб України, які перебувають на території Туніської Республіки.
Посольство сприяє розвиткові міждержавних відносин між Україною і Тунісом на всіх рівнях, з метою забезпечення гармонійного розвитку взаємних відносин, а також співробітництва з питань, що становлять взаємний інтерес. Посольство виконує також консульські функції.

## Історія дипломатичних відносин
Туніська Республіка визнала незалежність України 25 грудня 1991 року. Дипломатичні відносини між Україною і Тунісом встановлені 24 червня 1992 року шляхом підписання Протоколу в Києві. 11 жовтня 1993 року розпочало роботу Посольство Тунісу в Україні. 24 червня 1997 року Уряд Туніської Республіки ухвалив рішення про закриття Посольства в Україні з фінансових міркувань. 20 вересня 1996 року розпочало діяльність Посольство України в Тунісі.

## Керівники дипломатичної місії
1. Шульга Олександр Олексійович (1996—1997) т.п.
2. Дяченко Олег Маркович (1997—2000), посол
3. Рибак Олексій Миколайович (2002—2004)
4. Дем'янюк Олександр Павлович (2004—2005) т.п.
5. Приходько Ігор Михайлович (2005-2006) - т.п.
6. Мацюк Олег Павлович (2006-2007) - т.п.
7. Рилач Валерій Олександрович (2007—2013)
8. Рябцев Олександр Олександрович (2013—2015) т.п.
9. Нагорний Микола Вікторович (19.03.2015 — 15.06.2020)[2][3]
10. Радченко Микола Миколайович (2020) т.п.
11. Хоманець Володимир Анатолійович (з 22.09.2020)[4]